# سیارک ۲۱۴۰۴
سیارک ۲۱۴۰۴ (به انگلیسی: 21404 Atluri، نامگذاری:1998FD61) بیست و یک هزار و چهارصد و چهارمین سیارک کشف شده‌است که در ۲۰ مارس ۱۹۹۸ کشف شد.
قدر مطلق سیارک برابر ۱۶.۲ است.